# Панага
Панага (груз. ფანაგა) — село в Грузії.
За даними перепису населення 2014 року в селі проживає 44 особа.